# Grivola
La Grivola est un sommet des Alpes italiennes, culminant à 3 969 m d'altitude dans le massif du Grand-Paradis, sur la ligne de partage des eaux entre le val de Cogne et le Valsavarenche en Vallée d'Aoste.

## Toponymie
La Grivola a eu plusieurs toponymes dans son histoire :
- Pic de Cogne
- Grivolet
- Bec de Grivola
- Aiguille de Grivola

Le toponyme « Grivola » remonte à 1845. Giuseppe Giacosa fait remonter son origine au mot du patois valdôtain griva, la grive. L'abbé Henry envisage grivoline, belle grivoise, belle fille, comme pour la Jungfrau en allemand. Paul-Louis Rousset indique le mot gri en patois valgrisein, signifiant « clapier ».

## Géographie
Le glacier du Nomenon s'étend sur le versant nord, tandis que le glacier du Trajo occupe la face est.
Les sommets entourant la Grivola sont :
- La pointe blanche de la Grivola (3 793 m) ;
- La pointe noire de la Grivola (3 683 m) ;
- La pointe rousse de la Grivola (3 630 m) ;
- La Grivoletta (3 514 m).

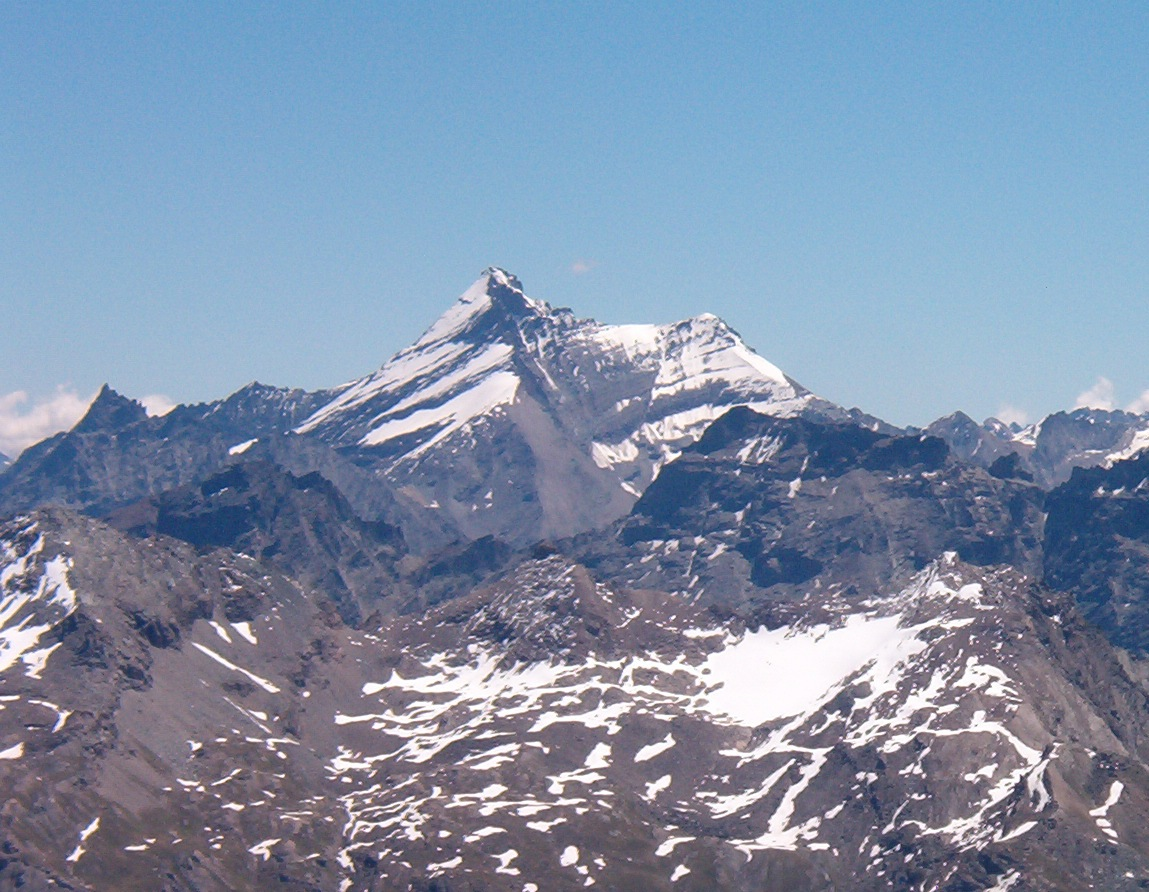
La Grivola depuis la tête du Ruitor
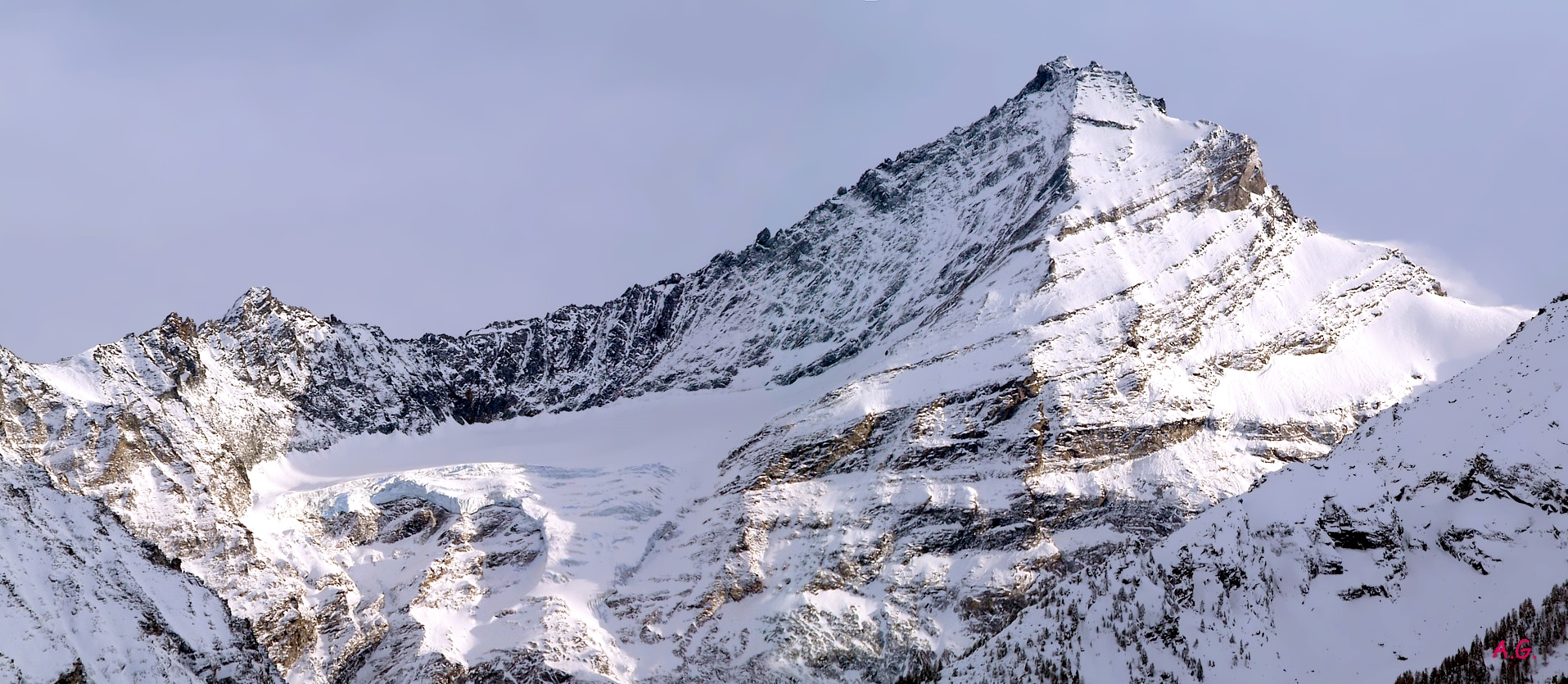
Le versant nord de la Grivola
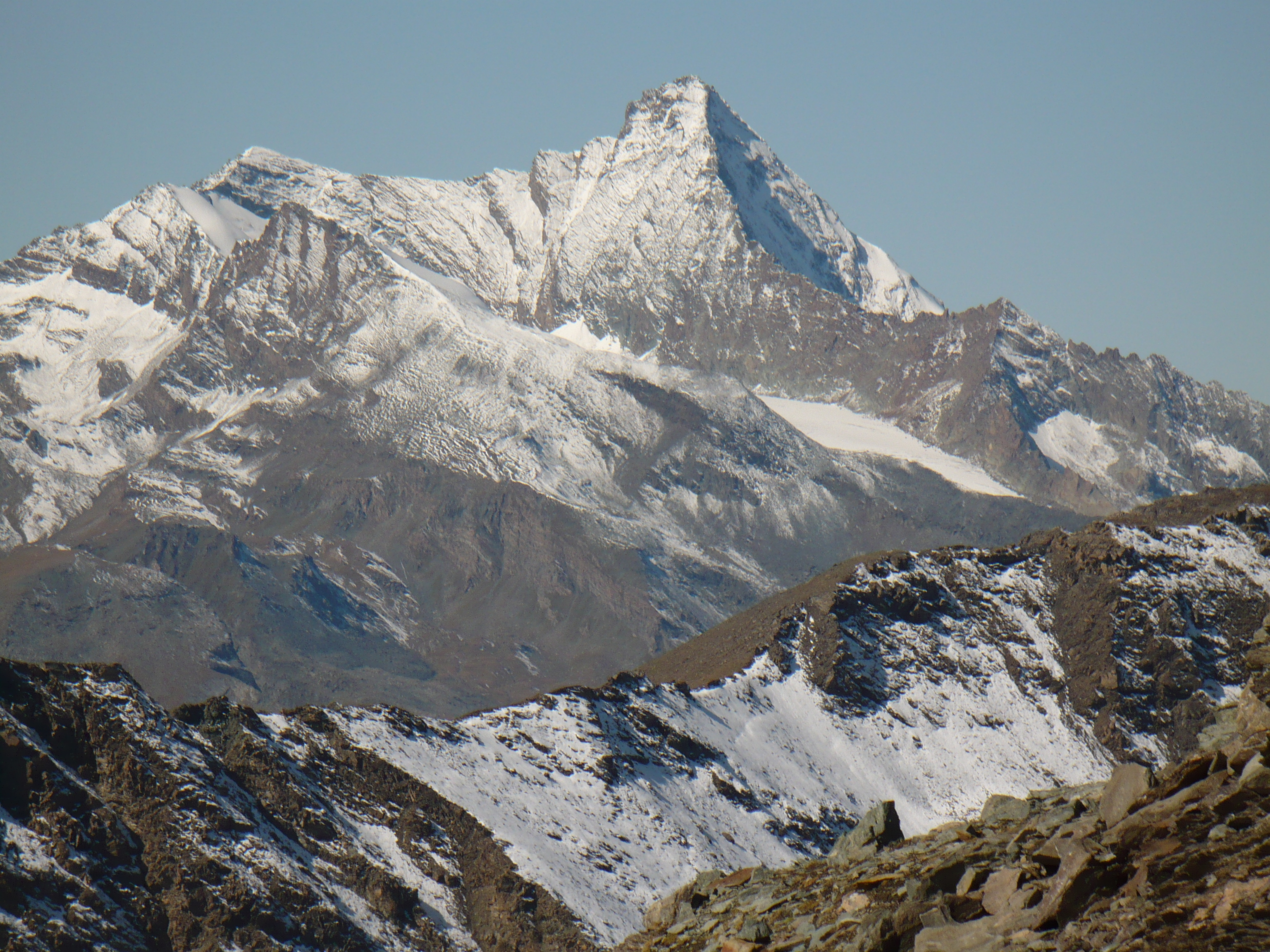
La Grivola depuis la pointe Tersive

## Histoire
- Après une première tentative le 7 juillet 1859 par Francis Fox Tuckett avec les guides chamoniards Jean et Victor Tairraz et les chasseurs valsavareins Fidèle-Ambroise Dayné et Chabot[5] ; la première ascension fut réalisée le 23 août 1859 par John Ormsby et R. Bruce avec le guide valsavarein Fidèle-Ambroise Dayné et les guides chamoniards Zacharie Cachat et Jean Tairraz, par le versant sud-ouest[6],[7]
- 1895 - Face nord-ouest par Guy Rey avec Casimir Thérisod et Joseph Pession.
- 1926 - Face nord-est par Amilcar Crétier et Lino Binel.

## Ascension

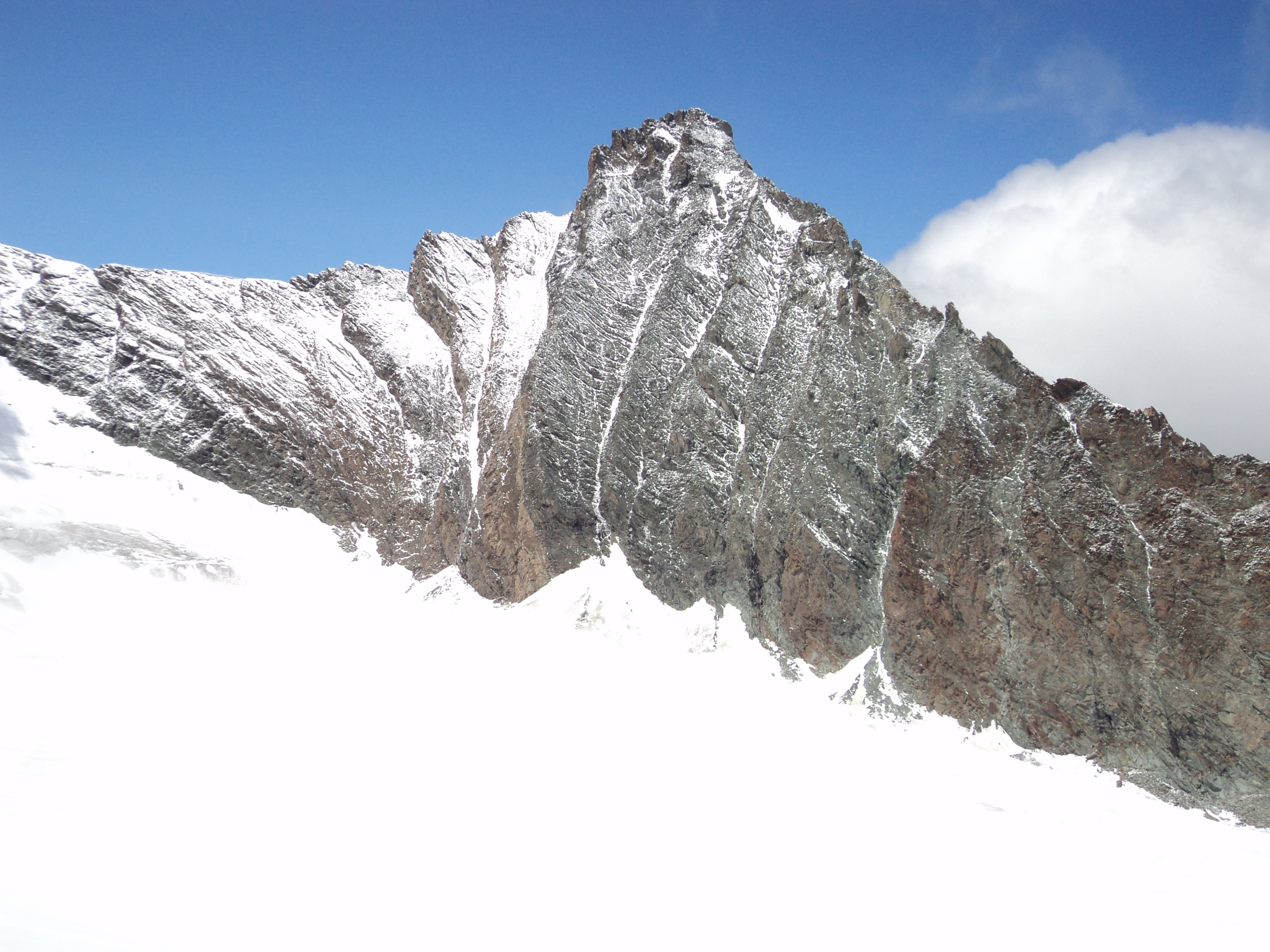
Vue de la paroi est depuis la pointe Rousse ; en bas, le glacier du Trajo.

Le départ de l'ascension se situe au refuge Victor Sella à travers le col de la Noire, le glacier du Trajo et la paroi nord-est.
On peut suivre la voie alternative de l'arête des Clochettes (nord-est), en prenant le départ du hameau Crétaz à Cogne. On traverse le glacier du Trajo pour rejoindre le bivouac Balzola (3 477 m) pour compléter l'ascension le jour suivant.
Une troisième voie se fait par la paroi nord-ouest, avec un dénivelé de 1 400 mètres environ, au départ du hameau Épinel (Cogne).